# Hōjutsu

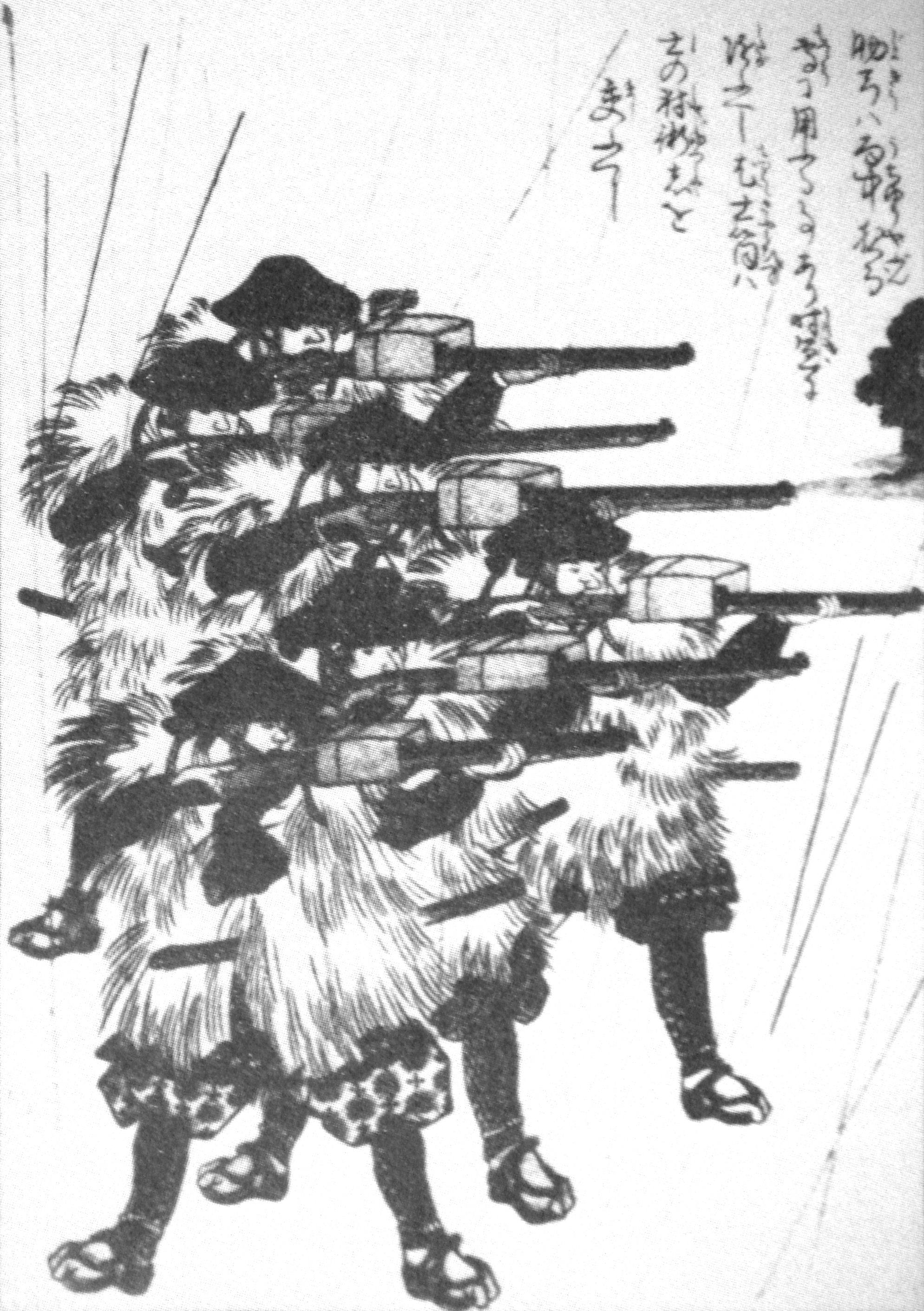
Ashigaru equipaggiati per azioni anfibie.

Lo hōjutsu (砲術?) è l'arte marziale giapponese che insegna l'uso delle armi da fuoco (teppō), parte dell'addestramento militare in molti stili tradizionali di bujutsu. Le armi da fuoco furono introdotte in Giappone attorno alla metà del XVI secolo e da allora furono oggetto di uno studio accurato, con risultati anche notevoli. Tuttavia in epoca Edo (1601 - 1868) questo sviluppo fu consapevolmente frenato dal governo, intento a vigilare e monopolizzare ogni forma di violenza per garantirsi la pace nel paese. Dopo il 1868, con la restaurazione Meiji, gli studi ripresero con l'introduzione di armi moderne e un nuovo sviluppo che continuerà specialmente fino al secondo conflitto mondiale.

## Storia

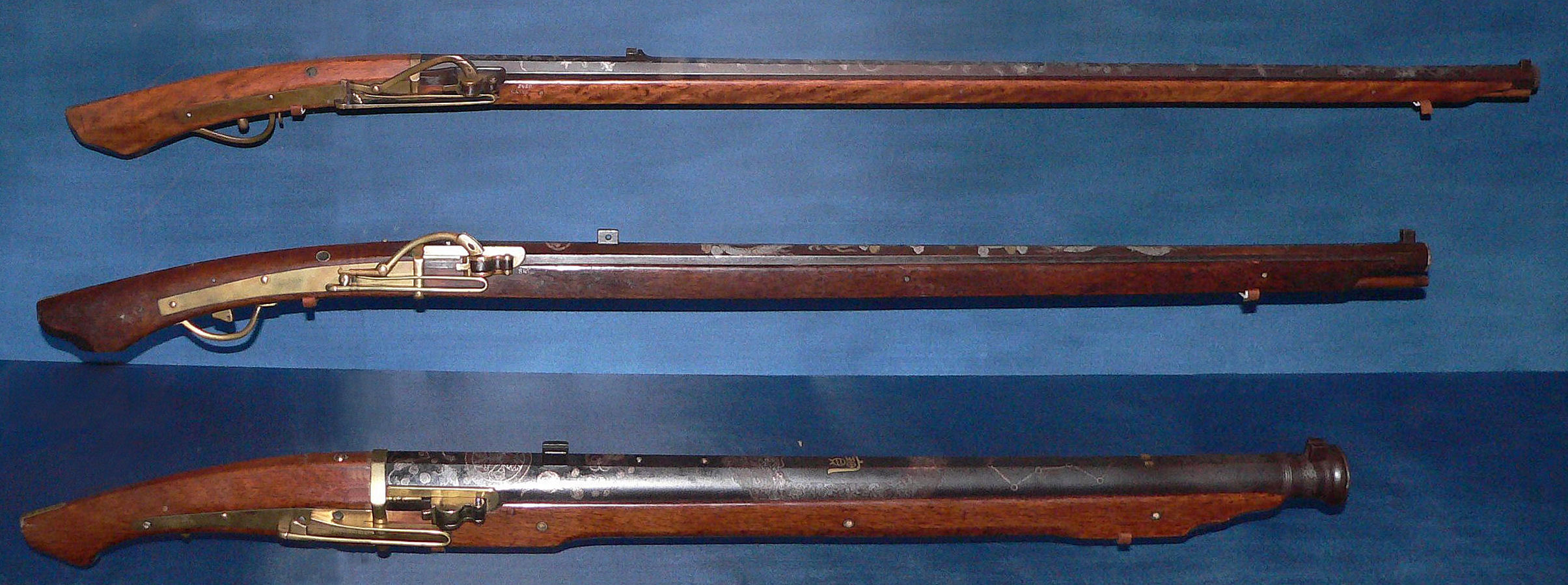
Archibugi giapponesi - XVI secolo.

Nel 1543 circa, l'archibugio venne introdotto per la prima volta in Giappone da Fernão Mendes Pinto e alcuni suoi compagni, naufragati accidentalmente sull'isola di Tanegashima, isola a sud di Kyūshū, terra del clan Shimazu. Entro il 1550, numerose copie degli archibugi portoghesi, note come tanegashima-teppō (lett. "Bastone di legno di Tanegashima") erano già state prodotte e si erano diffuse sui campi di battaglia giapponesi. Nella battaglia di Nagashino (1575), Oda Nobunaga ricorse in modo massiccio agli archibugieri: divise la truppa in tiratori e caricatori e affidò ad ogni coppia tre archibugi.

## Scuole
- Inatomi-ryū
- Geki-ryū
- Ogino-ryū
- Tanegashima-ryū
- Tatsuke-ryū
- Seki-ryū
- Bue-ryū
- Morishige-ryū
- Yō-ryū
- Takashima-ryū